# Мустафа Фахми-паша
Мустафа Фахми-паша (араб. مصطفى فهمي باشا‎; 1840, Крит — 13 сентября 1914, Каир, Египет) — османский государственный, военный и политический деятель. Премьер-министр Египта (1891—1893 и 1895—1908). Военный министр Египта (1881—1882). Генерал-лейтенант египетской армии.

## Биография
Турок по происхождению. Родился на острове Крите в семье военного, выходца из Алжира. Его отец, полковник Хусейн Эфенди, в 1830 году поселился в Египте, погиб во время Крымской войны. Воспитывался в семье родственника, директора Департамента общественных работ. После окончания военной академии, служил в египетской армии, дослужился до звания генерал-лейтенанта.
После увольнения из вооруженных сил Египта, занимал губернаторские должности в разных египетских провинциях, в том числе, Минуфия, Каира и Порт-Саида. Префект полиции Каира в 1876 году.
В 1879 году занял кресло министра общественных работ. После этого работал на различных министерских должностях: был министром иностранных дел (1879—1882), министром юстиции (1882), министром финансов (1884—1887), министром внутренних дел (трижды, 1887—1888, 1891—1893 и 1895—1908), а также дважды военным министром Египта (1887—1891 и 1894—1895).
Впервые на пост премьер-министра был назначен 12 мая 1891 года, заменив на той должности Рийяд-пашу. В январе 1893 года хедив Аббас II Хильми освободил его от занимаемой должности.
Во второй раз Мустафа Фахми-паша получил пост главы правительства в ноябре 1895 года, сменив Нубар-пашу. В кресле премьера находился до ноября 1908 года, став самым долговечным премьер-министром за всю историю современного Египта, в условиях когда влияние британских советников весило гораздо больше, чем власть отдельных египетских министров.
Среди его наиболее важных достижений было создание полицейской академии в 1896 году, заключение договора между Великобританией и Египтом о совместном контроле над Суданом в 1899 году. При нём был создан Национальный банк Египта (в 1898).
Период премьерства Мустафы Фахми-паши пришёлся на де-факто британскую оккупацию и протекторат, отделение Египта от Османской империи, непрекращающиеся попытки европейских держав влиять или контролировать страну, а также соперничество Франции и Англии за господство в Египте.
Мужем его дочери Сафии был Саад Заглул, премьер-министр Египта в 1924 году.

## Награды
- Почётный рыцарь Большой Крест Ордена Святого Михаила и Святого Георгия